# Los Fatales
Los Fatales é uma das bandas tropicais mais exitosas e populares da América do Sul, principalmente após ganhar Platina Duplo pelos álbuns Revolución Fatal e Que Monstruos. O grupo toca cumbia colombiana, samba brasileiro, plena de Porto Rico, e candombe local. Liderados pelo ex-disc jockey Fabián "Fata" Delgado, Los Fatales já percorreram vários paises do mundo como Argentina, Chile, Bolívia, EUA, Canadá, Austrália, entre outros.
Atualmente realizam shows ao vivo em festivais, eventos e discotecas, e também criaram um projeto chamado Fatales para niños, onde se apresentam em festas infantis, com um musical interativo, coreografia, música, humor e fantasias coloridas.

## Discografia[2]
- "Masculino Feminino" (1996)
- "Capitanes de la Alegria" (1997)
- "Atraccion Fatal" (1998)
- "Exportanto Alegria" (1998)
- "Revolución Fatal" (1999)
- "Que Monstruos" (2000)
- "Grandes Exitos" (2002)
- "La Abuelita" (2002)
- "Fatales para Niños" (2003)
- "2da Revolución" (2004)
- "Gaúcho Latino" (2005)
- "Fata Les Canta" (2009)
- "Moliendo Café" (2012)